# Nagrada Pazin-Lindar
Nagrada Pazin—Lindar, hrvatsko brdsko automobilističko natjecanje. Održava se od 2007. godine. Organizira ga AK Istra Racing Team iz Pazina. Odvija se na predjelu Pazina i Lindara na stazi Drazej. Uspješni na ovoj utrci bili su Jurica Majić, Lovro Badurina, Manuel Kodelja, Tomislav Muhvić, Mladen Sigurnjak, Enver Prodan, Darko Ladavac, Miloš Juzbašić, Igor Vičević, Denis Močibob, Saša Černeka, Nino Andrejević, Dejan Jurasić, Zoran Klarić, Neven Ukota, Bojan Krota, Marsel Katić, Ozren Vitezica, Sendi Mogorović, Marko Jelić, Petar Šajn, Dujko Grčić, Marko Matijašić, Mario Korijan, Ečidio Benčić, Ivan Kiršić.